# Beires
Beires ist ein südspanisches Dorf und Gemeinde (municipio) in der Provinz Almería mit 148 Einwohnern (Stand: 2024). 

## Lage
Beires liegt etwa 45 Kilometer westnordwestlich von Almería in einer Höhe von ca. 930 m. 

## Bevölkerungsentwicklung
| Jahr      | 1970 | 1981 | 1991 | 2001 | 2011 | 2021 |
| --------- | ---- | ---- | ---- | ---- | ---- | ---- |
| Einwohner | 286  | 194  | 151  | 138  | 118  | 132  |

## Sehenswürdigkeiten
- Burgruine Los Moros (Castillo de los Moros)
- Rochuskirche (Iglesia de San Roque)

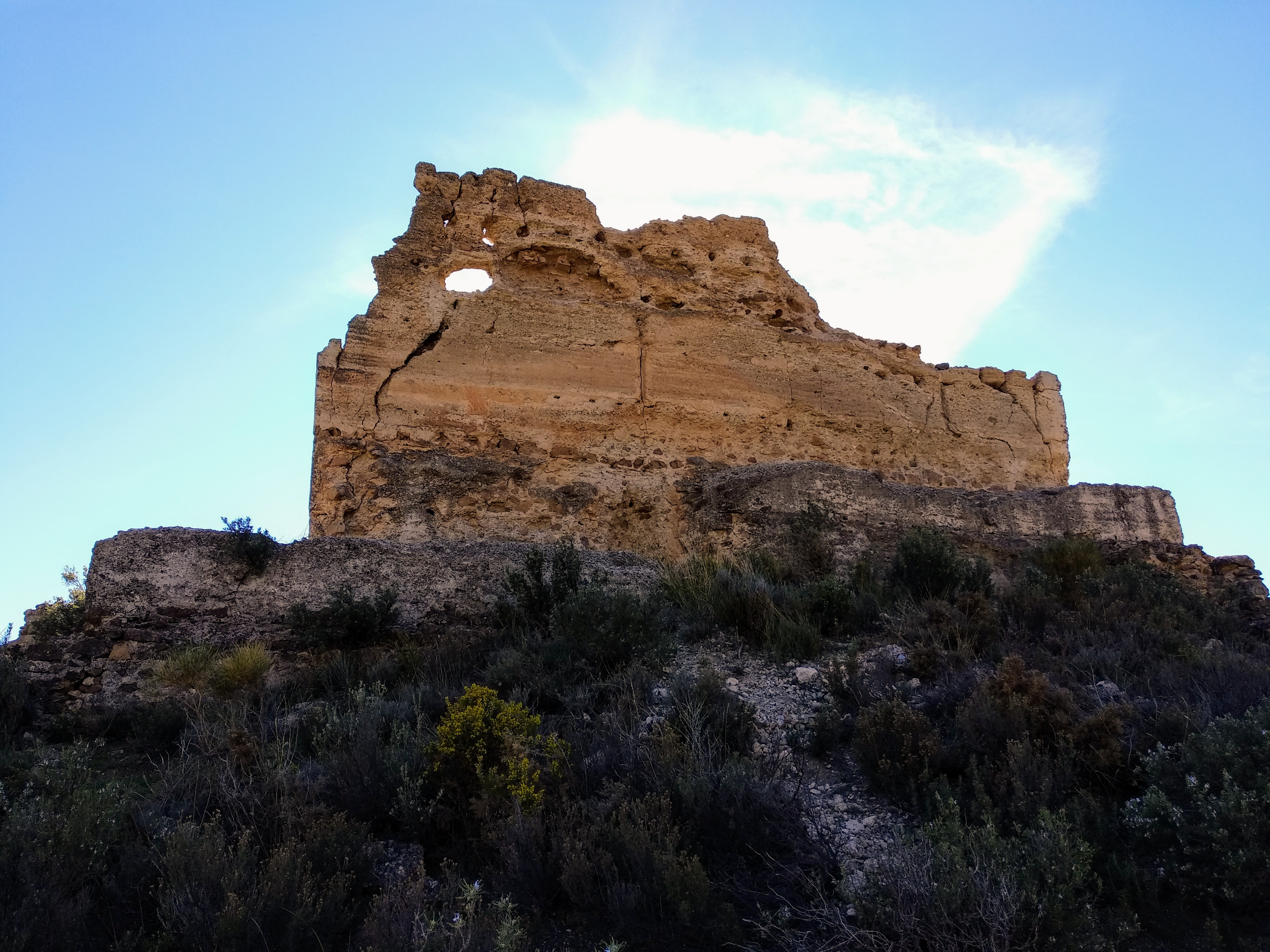
Burgruine Los Moros
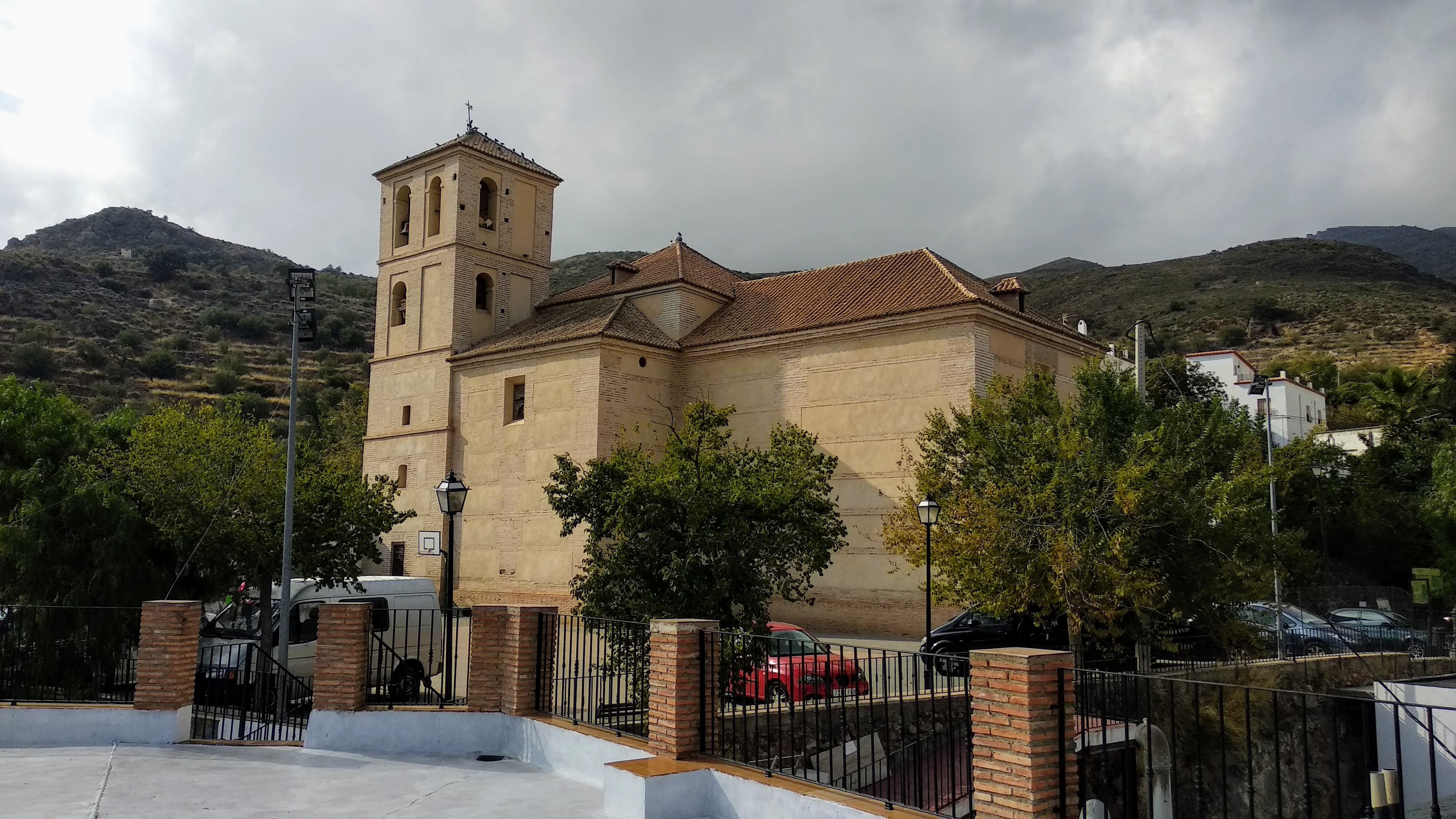
Rochuskirche